# Papel engomado
El papel engomado es un papel que tiene un lado que está revestido  de goma, en su totalidad o en parte. Su propiedad más importante, base de sus aplicaciones, es que después de ser humedecido, se adhiere a la mayoría de superficies.
Inicialmente, el adhesivo utilizado  para cerrar los sobres de correos, fue la goma arábiga, pero actualmente se utiliza una base sintética de acetato de polivinilo. Para las tiras adhesivas se utilizaba el almidón de patata.

## Aplicaciones
Principalmente se utiliza en los sellos, en los sobres, en el papel de fumar, en las tiras adhesivas, etc.